# 효과중심작전
효과중심작전(영어: Effects-Based Operation: EBO)은 전략적 효과를 달성하기 위하여 취하는 전술적 조치를 말하며, 현대의 정밀화력을 효율적으로 사용하여 불필요한 대량파괴를 피하면서 전쟁 목표를 조기에 달성하고자 하는 개념이자 철학이다. 미군은 걸프 전쟁부터 EBO를 추구해 오고 있으며, 최근들어 EBO 개념을 분석하고 평가할 수 있는 컴퓨터 모델 개발에 착수하였다. 

## 같이 보기
- 비전쟁군사행동

## 참고
- 효과중심작전 (EBO) 모델 소개[깨진 링크(과거 내용 찾기)]
- 효과중심작전(EBO) 한국군 각 제대 적용(안)
- 월간공군 3월 2007 한국공군 EBO발전방향[깨진 링크(과거 내용 찾기)]